# Xiphosomella pesada
Xiphosomella pesada là một loài tò vò trong họ Ichneumonidae.